# Caricaturas de Mahoma en el periódico Jyllands-Posten
Las caricaturas de Mahoma fueron objeto de una importante polémica. El 30 de septiembre de 2005 se publicaron 12 caricaturas satíricas en torno a la figura de Mahoma, el fundador del Islam. Una de ellas sugiere que esconde una bomba dentro de su turbante. Los dibujos fueron impresos por el periódico conservador Jyllands-Posten como una ilustración satírica que acompañaba un artículo sobre autocensura y libertad de expresión y que comentaba el hecho de que ningún artista se atreve a ilustrar los libros infantiles del autor danés Kåre Bluitgen sobre Mahoma a menos que se garantice el anonimato de su trabajo, alegando que tienen miedo a las represalias de musulmanes extremistas, dado que según las creencias islámicas está prohibido representar la figura de Mahoma —aún de forma positiva— pues consideran que puede dar lugar a la idolatría.
El periódico sostuvo que los dibujos fueron un ejercicio de libertad de expresión, al igual que el gobierno danés, que declinó dar una disculpa, estimulando la molestia de los musulmanes de Dinamarca. Los países islámicos lo consideraron una provocación, al igual que la Iglesia Católica. Según la publicación, sus caricaturistas se han visto obligados a esconderse debido a amenazas de muerte llegadas al periódico, y este ha debido reforzar sus medidas de seguridad. A pesar de ello, el conocido caricaturista danés Kurt Westergaard, uno de los dibujantes del rotativo Jyllands Posten, fue objeto de amenazas de muerte e incluso su casa en Aarhus (oeste de Dinamarca) fue asaltada a principios de 2010, por un hombre armado con un cuchillo y un hacha, con estrechos lazos con el movimiento islámico somalí Al Shabab y Al Qaeda en África oriental.
Por solidaridad con el periódico danés, las 12 caricaturas fueron posteriormente publicadas por diarios y revistas alemanes, franceses y noruegos, en 2005-2006, por ejemplo por la revista noruega Magazinet, y los diarios Le Canard Enchaîné y France Soir (este último las publicó junto con otras representaciones satíricas alusivas a las principales religiones practicadas en el mundo, reafirmando el derecho que tiene la sociedad a blasfemar).
Y además, el diario danés Politiken informó sobre las dificultades que el escritor infantil Kåre Bluitgen tenía para encontrar ilustradores que colaborasen en la edición de su próximo libro sobre la vida de Mahoma.

## Cronología
30 de septiembre de 2005
El periódico con mayor tirada de Dinamarca, Jyllands-Posten, de ideología de centro-derecha, decidió romper el tabú de que la imagen del profeta no era reproducible, convocando entonces a los dibujantes daneses a caricaturizar a Mahoma. A través de esta invitación recibió 12 caricaturas, algunas de ellas vinculando el Islam con el terrorismo, que publicó el 30 de septiembre de 2005. Antes de la salida a la calle de estas imágenes, los responsables del periódico danés consultaron a un experto en "Historia de las religiones" sobre la publicación de las imágenes, quien les advirtió de que esta publicación podía doler a los musulmanes.
12 de octubre de 2005
Tras intentos vanos por parte de los líderes musulmanes daneses de que el gobierno de Dinamarca actuase en lo que ellos consideraban un ataque a su religión, los embajadores de las 10 naciones musulmanas y el representante de Palestina en Dinamarca protestaron y pidieron una audiencia conjunta con el primer ministro Anders Fogh Rasmussen, para pedir explicaciones sobre los dibujos. Pero se encontraron con la negativa de Rasmussen, quien respondió que se debía respetar la libertad de prensa, y ofreció a los musulmanes la vía judicial.
Noviembre y diciembre de 2005
La polémica se extendió por los países árabes. Abú Laban, probablemente la autoridad más respetada de la comunidad islámica en Dinamarca, así como otros líderes religiosos, organizaron viajes a países islámicos para contar con detalles lo sucedido. 
El primer ministro danés, consciente de la magnitud que estaba cobrando la situación, trató de sembrar bases de concordia en su discurso de final de año, pidiendo el respeto a las religiones.
20 de enero de 2006
El periódico noruego Magazinet, publicación de ideología cercana al fundamentalismo cristiano, reprodujo los dibujos en solidaridad con el Jyllands-Posten. Mientras tanto, en el mundo árabe recrudecieron las manifestaciones y los llamamientos al boicot comercial a Noruega y Dinamarca.
30 de enero de 2006
El Ministerio de Exteriores noruego mandó evacuar al personal voluntario en la Franja de Gaza y advirtió a sus ciudadanos de que no viajasen a los Territorios Palestinos. Días más tarde, los embajadores daneses en Siria, Indonesia, e Irán, abandonaron esos países por la falta de seguridad.
31 de enero de 2006
La redacción en Copenhague de Jyllands-Posten tuvo que ser evacuada tras recibir por teléfono un aviso de bomba.
1 de febrero de 2006
La prensa europea se solidarizó con el castigado Jyllands-Posten. En particular, el diario francés France Soir y el alemán Die Welt publicaron las caricaturas en defensa de la libertad de prensa, como muestra de apoyo al diario danés. Mientras tanto, miles de personas se manifestaron en diferentes países islámicos. El responsable de la publicación de France Soir fue posteriormente despedido.
2 de febrero de 2006
Continuaron las protestas. Mientras, en Europa despidieron al director de France Soir por la publicación de los dibujos de Mahoma, grupos armados palestinos lanzaron una amenaza sobre los ciudadanos franceses, noruegos y daneses, tanto en Gaza como en Cisjordania. Y la Unión Europea condenó estas amenazas.
3 de febrero de 2006 
Estados Unidos y Reino Unido expresaron una misma postura en contra de la publicación de las caricaturas de Mahoma, y tildaron este acto de “inaceptable incentivo al odio religioso y étnico”. Bruselas calificó de "imprudente" la edición de estos dibujos por el diario danés.
4 de febrero de 2006
Miles de manifestantes incendiaron las embajadas de Dinamarca y Noruega en Damasco y Siria. Las sedes diplomáticas aledañas de Suecia y Chile resultaron también afectadas.
La primera víctima intelectual en el mundo árabe, Jihad Momani, redactor jefe del semanario jordano Shihane, fue detenido por la publicación de las polémicas caricaturas.
5 de febrero de 2006
Continuaron las manifestaciones y disturbios. El consulado danés en Beirut (Líbano) fue incendiado, lo que provocó la dimisión del ministro libanés de interior por no sostener esta crisis.
6 de febrero de 2006
Las primeras víctimas del conflicto fueron cuatro en Afganistán, una en el Líbano, y otra en Somalía. En Irak, entre la quema de banderas se vio una española. El presidente del gobierno español José Luis Rodríguez Zapatero, y el primer ministro turco Recep Tayyip Erdogan, llamaron al respeto y a la calma.
7 de febrero de 2006
Las polémicas caricaturas se cobraron más muertes. Cuatro afganos murieron cuando miles de manifestantes fueron sofocados en un ataque dirigido contra bases militares y embajadas europeas. Las tropas españolas desplegadas en Afganistán intervinieron en la represión de las protestas.
8 de febrero de 2006
El semanario satírico francés de izquierda Charlie Hebdo publicó las caricaturas aparecidas en el Jyllands-Posten, añadiendo algunas caricaturas nuevas. En su portada aparecía una caricatura de Mahoma llevándose las manos a la cabeza y diciendo "Es duro ser amado por tontos". A raíz de esta acción, el semanario triplicó su tirada habitual. La Gran Mezquita de París y la Unión de Organizaciones Islámicas de Francia interpusieron una demanda, acusando al semanario de haber cometido un delito de "injurias públicas contra un grupo de personas en razón de su religión".
9 de febrero de 2006
La Secretaria de Estado estadounidense Condoleezza Rice, acusó a Irán y a Siria de “incitar a la violencia”. Desde Francia, el presidente, Chirac condenó las “provocaciones” y pidió a la prensa que fuera responsable. Mientras tanto, las muestras de desacuerdo se multiplican en el mundo musulmán.
11 de febrero de 2006
Las manifestaciones “viajaron” a Europa. Ciudadanos musulmanes europeos expresaron sus protestas en las principales ciudades europeas.
14 de febrero de 2006
La UE organizó giras diplomáticas para intentar calmar tensiones con los musulmanes. Y un periódico iraní comenzó a publicar las caricaturas de un concurso de chistes sobre el Holocausto.
15 de febrero de 2006
Las protestas en contra de las caricaturas se cobraron otros dos muertos, uno de ellos un niño de ocho años, todo ello en la jornada más violenta de protestas vivida en Pakistán.
1 de marzo de 2006
Un grupo de doce intelectuales, entre los que se encontraba Salman Rushdie y Bernard-Henri Lévy, publicaron un manifiesto en Charlie Hebdo defendiendo la libertad de expresión y alertando contra la autocensura.
26 de octubre de 2006
Un tribunal danés rechazó la demanda presentada por siete organizaciones musulmanas contra las caricaturas de Mahoma.
7 de febrero de 2007
Comenzó el juicio contra el semanario Charlie Hebdo en el Tribunal Correccional de París. Su director, Philippe Val, recibió numerosos apoyos, resaltando la necesidad de proteger la libertad de expresión. Y el diario francés Libération volvió a publicar las caricaturas.
22 de marzo de 2007
El Tribunal Correccional de París absolvió a Charlie Hebdo del delito de "injurias con base religiosa" por publicar tres de las caricaturas de Mahoma, de acuerdo con la petición del fiscal, que el 28 de febrero de 2007, durante el juicio, pidió la absolución, considerando que la publicación de las caricaturas estaba amparada por el derecho de libertad de expresión, y que no atacaban al Islam sino a los integristas.

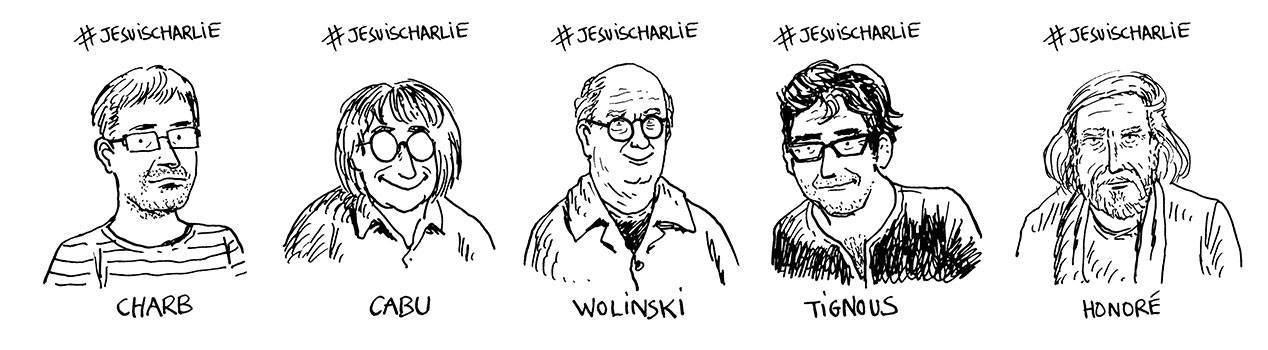
Nous sommes Charlie / Los estudiantes de CESAN (Centre d'Enseignement Spécialisé des Arts Narratifs) rinden homenaje a las víctimas.

## Reacciones
El 1 de marzo de 2006, un grupo de doce intelectuales publicó un manifiesto en el semanario satírico francés Charlie Hebdo («Manifeste des Douze: ensemble contre le nouveau totalitarisme», con diversas traducciones al español). El llamamiento lo firmaron:
- Ayaan Hirsi Ali, diputada holandesa de origen somalí que escribió con Theo Van Gogh el documental Sumisión por el que fue asesinado por radicales islámicos.
- Chahla Chafiq, escritora iraní exiliada en Francia.
- Caroline Fourest, ensayista y autora de un libro contra Tariq Ramadan.
- Bernard-Henri Lévy, filósofo francés.
- Irshad Manji, periodista canadiense autora de "Mis dilemas con el Islam".
- Mehdi Mozaffari, profesor iraní exiliado en Dinamarca.
- Maryam Namazie, escritora y productora de televisión.
- Taslima Nasrin, doctora nacida en Bangladés perseguida por apostasía.
- Salman Rushdie, novelista condenado a muerte por Jomeini por "Los versos satánicos".
- Antoine Sfeir, cristiano libanés que vive en Francia.
- Philippe Val, director de Charlie Hebdo.
- Ibn Warraq, autor de Por qué no soy musulmán.

El manifiesto tuvo una gran difusión, tanto en los medios de comunicación tradicionales como en la blogosfera[cita requerida]. Con esta declaración los firmantes perseguían alertar sobre las prácticas de autocensura que las reacciones en el mundo musulmán podían originar y contrarrestar una corriente de opinión en el mundo occidental que consideró que la publicación de las viñetas fue una ofensa gratuita a los musulmanes, rechazable desde un punto de vista moral y político, como declaró el presidente Rodríguez Zapatero, cuando no una «provocación» como la llegó a calificar el presidente francés, Jacques Chirac, o el presidente ruso Vladímir Putin.